# Herbert Bernsdorff
Herbert Bernsdorff (geboren 18. Februar 1892 in Riga, Russisches Kaiserreich; gestorben 17. Dezember 1968 in Wehringdorf) war ein lettisch-deutscher Arzt.

## Leben
Herbert Bernsdorff war ein Sohn des deutsch-baltischen Arztes Julius Bernsdorff und der Catharina Bergengrün. Er war verheiratet mit Edda von Krüdener (* 1903), sie hatten fünf Kinder. Die Ärztin Uta von Arnim ist eine Enkelin.
Bernsdorff studierte ab 1909 Naturwissenschaften und ab 1911 Medizin an der Kaiserlichen Universität Dorpat. Er wurde 1918 Assistenzarzt in der Psychiatrischen Heilanstalt Rothenberg bei Riga. 1923 legte er das medizinische Staatsexamen in Würzburg ab und arbeitete als Abteilungsarzt in München. 1924 kehrte er nach Riga zurück und eröffnete eine Praxis als Internist. Er schloss sich der „Gesellschaft praktischer Ärzte zu Riga“ an und war Mitglied der Baltischen Bruderschaft. 1936 absolvierte er einen Fortbildungskurs am Rudolf-Hess-Krankenhaus in Dresden und 1939 in der Führerschule der Deutschen Ärzteschaft in Alt Rehse.
Als nach dem Hitler-Stalin-Pakt die Baltendeutschen „heim ins Reich geholt“ wurden, war Bernsdorff an der Durchführung beteiligt und leitete ab November 1939 den Baltendeutschen Dienst/baltendeutsche Hilfsstelle in Swinemünde. Nach der deutschen Eroberung des Baltikums 1941 ging Bernsdorff wieder nach Riga und arbeitete als Arzt und als Organisator des Gesundheitswesens in der Zivilverwaltung des Reichskommissariats Ostland.
In dem seiner Frau gehörenden Gut Kleistenhof wurde von Fritz  Steiniger ein Institut für medizinische Zoologie eingerichtet, mit einem Labor zur Ungezieferforschung, das Forschungen zur Fleckfieberausbreitung unternahm und jüdische Häftlinge aus dem Ghetto Riga als Versuchspersonen ausbeutete.
Bei Kriegsende floh er erneut ins Deutsche Reich. Bernsdorff wurde praktischer Arzt im Kreis Melle.

## Schriften (Auswahl)
- Gesundheitsdienst und Fürsorge während der deutschbaltischen Umsiedlung, in: Baltische Hefte 16/1970